# Life with Father
Life with Father is een Amerikaanse film uit 1947 onder regie van Michael Curtiz.

## Verhaal
Een vader moet heel zijn gezin opvoeden en komt in opstand wanneer iedereen zegt dat hij alsnog gedoopt moet worden.

## Rolverdeling
| Acteur           | Personage            |
| ---------------- | -------------------- |
| William Powell   | Clarence 'Vader' Day |
| Irene Dunne      | Vinnie Day           |
| Elizabeth Taylor | Mary Skinner         |
| Edmund Gwenn     | Dokter Lloyd         |
| ZaSu Pitts       | Cora Cartwright      |
| Jimmy Lydon      | Clarence Day, Jr.    |
| Derek Scott      | Harlan Day           |
| Johnny Calkins   | Whitney Day          |